# Priscilla's April Fool Joke

Priscilla's April Fool Joke est un film américain de court métrage réalisé par Frank Powell, sorti aux États-Unis en 1911.

## Fiche technique
- Titre : Priscilla's April Fool Joke
- Réalisation : Frank Powell
- Photographie : Percy Higginson
- Société de production : Biograph Company
- Pays d'origine :  États-Unis
- Langue : anglais
- Format : Noir et blanc - 1,33:1 — Muet
- Dates de sortie : 
  - États-Unis : 27 mars 1911

## Distribution
- Florence Barker
- Joseph Graybill
- Edward Dillon